# Бєльський Михайло Гаврилович
Михайло Гаврилович Бєльський (нар. 21 листопада 1922, село Закромське, тепер Кромського району Орловської області, Російська Федерація — 20 травня 1994, Київ) — український радянський живописець, політичний діяч. Секретар правління Спілки художників України, голова правління Художнього фонду Української РСР. Депутат Верховної Ради УРСР 11-го скликання. Народний художник Української РСР (з 1978).

## Біографія

Могила Михайла Бєльського, Байкове кладовище

У 1937—1941 роках — студент Ворошиловградського художнього училища.
З вересня 1941 року служив у Радянській армії: начальник розвідки 1-го дивізіону, командир 6-ї батареї 93-го гарматного артилерійського полку 37-ї армії. Учасник німецько-радянської війни.
Член ВКП(б) з 1943 року.
У 1945—1951 роках — студент майстерні портрету Київського державного художнього інституту.
З 1951 року — директор дирекції художніх виставок України, завідувач навчально-виробничими майстернями Київського державного художнього інституту.
У 1962—1968 роках — голова правління Художнього фонду Української РСР.
У 1968—1973 роках — секретар партійного комітету Спілки художників України.
У 1973—1977 роках — заступник голови правління Спілки художників України.
З 1977 року — на творчій роботі.
З 1983 року — секретар правління Спілки художників України, голова правління Художнього фонду Української РСР.
Працював в галузі станкового живопису. Головна тема його творчості — соцреалізм, тема мирної праці.
Помер на 72-му році життя 20 травня 1992 року. Похований разом з родиною на Байковому кладовищі (ділянка № 49а, 50°24′59.76″ пн. ш. 30°30′5.9″ сх. д. / 50.4166000° пн. ш. 30.501639° сх. д.).

### Родина
- Син — художник Володимир Бєльський (1949—2017).
- Син — художник Олександр Бєльський (нар. 1954).

## Звання
- старший лейтенант

## Нагороди
- два ордени Вітчизняної війни 2-го ст. (1943, 1985)
- народний художник Української РСР (1978)
- ордени
- медалі